# 持田叙子
持田 叙子（もちだ のぶこ、1959年 - ）は、日本の近代文学研究者。

## 経歴・人物
東京都生まれ。慶應義塾大学大学院修士課程修了、國學院大學大学院博士課程単位取得退学。1995年より2000年まで『折口信夫全集』（中央公論社のち中央公論新社）の編集に携わる。全集・第24〜28・32巻「解題」を共同執筆。
2008年2〜4月には世田谷文学館にて開催された展覧会「永井荷風のシングル・シンプルライフ」の監修を務めた。
2009年『荷風へようこそ』でサントリー学芸賞を社会・風俗部門で受賞。三田文学新人賞選考委員。毎日新聞の書評担当者。

## 著書
- 『折口信夫　独身漂流』 人文書院、1999年
- 『朝寝の荷風』 人文書院、2005年
- 『荷風へ、ようこそ』 慶應義塾大学出版会、2009年
- 『永井荷風の生活革命』 岩波書店〈岩波セミナーブックス〉、2009年
- 『泉鏡花　百合と宝珠の文学史』 慶應義塾大学出版会、2012年
- 『歌の子詩の子、折口信夫』 幻戯書房、2016年
- 『折口信夫　秘恋の道』 慶應義塾大学出版会、2018年
- 『おとめ座の荷風』慶應義塾大学出版会、2023年

### 監修・共著
- 「永井荷風のシングル・シンプルライフ」展、世田谷文学館、2008年春期
- 「美しい日本語荷風」全3巻、慶應義塾大学出版会、2019-20年。高柳克弘共編著
- 「遠藤周作　神に問いかけつづける旅」慶應義塾大学出版会、2020年。編者代表・菅野昭正
- 「安岡章太郎短篇集」編・岩波文庫、2023年

## 論文
- 持田叙子